# ニコ・トーマス
ニコ・トーマス（Nico Thomas、1966年6月10日 - ）は、インドネシアの元プロボクサー。元IBF世界ミニマム級王者。アンボン出身。インドネシアのプロボクサーでエリー・ピカルに次ぐ2人目の世界王者。

## 来歴
1986年11月3日、トーマスは20歳でデビューを果たし6回判定勝ち。
1986年11月30日、6回判定負けで初敗戦、引き分けを挟んで3連敗となった。
1988年1月26日、WBCインターナショナルミニマム級王者で後のWBC世界ミニマム級王者ナパ・キャットワンチャイと対戦し12回1-2(113-118、115-113、110-118)の判定負けで王座獲得に失敗した。
1988年4月16日、インドネシアミニマム級王者ジョン・アリエフと対戦し10回判定負けで王座獲得に失敗した。
1988年4月30日、大韓民国蔚山で元IBF世界ミニマム級王者李敬渕と対戦し初回にダウンを奪うも4回にダウンを奪われカウントアウトで試合終了。自身初のKO負けとなる4回KO負けで2度目の3連敗。
1988年10月26日、インドネシアミニマム級王者ナナ・スハナーと対戦し8回KO勝ちで王座獲得に成功した。
1989年3月24日、ジャカルタのゲロラ・ブン・カルノ・スタジアムでIBF世界ミニマム級王者サムット・シスナルポンと対戦し12回1-0(117-117、117-113、115-115)の引き分けで王座獲得に失敗した。
1989年6月17日、サムット・シスナルポンと再戦し12回3-0(115-111、119-108、115-111)の判定勝ちで王座獲得に成功した。
1989年9月21日、ジャカルタのロカサリー・ホールで28戦無敗のエリック・チャベスと対戦し5回2分14秒KO負けで初防衛に失敗した。
1993年3月14日、IBF世界ミニマム級王者ラタナポン・ソーウォラピンと王座挑戦として対戦したが7回31秒KO負け。
1993年12月17日、インドネシアミニマム級王者ピアン・ルムビアクと対戦し4回KO勝ちで王座再獲得に成功した。
1994年4月2日、ロイ・ビマと対戦し8回TKO勝ちで初防衛に成功した。
1994年5月8日、後のWBA世界ライトフライ級王者ピチット・チョーシリワットと対戦し3回TKO負け。
1994年8月1日、ムハンマド・サディクと対戦し12回判定勝ちで2度目の防衛に成功した。
1994年10月8日、アルフルス・アンドリアンと対戦し2回KO勝ちで3度目の防衛に成功した。
1994年12月10日、フィリップ・エルンガンと対戦し2回KO勝ちで4度目の防衛に成功した。
1995年2月11日、スラッチャイ・サンモラコットとOPBF東洋太平洋ミニマム級王座決定戦を行い、12回判定勝ちで王座獲得に成功した。
1995年5月11日、スラッチャイ・サンモラコットと再戦し12回判定勝ちで初防衛に成功した。
1度防衛を挟んで1998年2月22日、岡山県倉敷市でウルフ時光と対戦し12回0-2の判定負けで3度目の防衛に失敗した。
1999年11月16日、グアム島でWBCインターナショナルミニマム級王者で後のOPBF東洋太平洋ライトフライ級王者ファニト・ルビリアルと対戦し6回KO負けで王座獲得に失敗した。
2000年7月4日、インドネシアミニマム級王者ムハンマド・ラクマンと対戦し初回TKO負けで王座再獲得に失敗した。
2002年8月1日、PABAミニマム級王者ポンサワン・ポープラムックと対戦し初回KO負け。
2006年4月15日、後楽園ホールで黒木健孝と対戦し初回3分10秒KO負けを最後に現役を引退した。

## 獲得タイトル
- インドネシアミニマム級王座
- 第3代IBF世界ミニマム級王座（防衛0度）
- OPBF東洋太平洋ミニマム級王座